# Gello (Palaia)
Gello è una frazione del comune italiano di Palaia, nella provincia di Pisa, in Toscana.

## Storia
Il toponimo deriva dal latino Agellus, "piccolo podere", e il paese si presenta come un piccolo borgo medievale situato sopra una piaggia cretosa fra Palaia, Colleoli e Partino. Gello è ricordato per la prima volta nel registro delle chiese lucchesi del 1260, per la presenza di una chiesa dedicata a San Lorenzo. Nel XIII secolo il borgo apparteneva al vicariato di Montefoscoli.
Nel 1833 la frazione contava 191 abitanti.

## Monumenti e luoghi d'interesse
- Chiesa di San Lorenzo, antica chiesa parrocchiale di Gello, risalente al XIII secolo e ricordata in un documento della diocesi di Lucca del 1260, ricade oggi nel territorio parrocchiale di San Martino a Palaia.[2] Si presenta ancora nell'impianto romanico, in cotto, anche se continuamente modificata nel corso dei secoli.[3] All'interno era situata una Madonna col Bambino del Maestro della Carità (XIV secolo),[4] poi trasferita nella chiesa di Sant'Andrea a Palaia.[5]